# 卫泾
衛涇（1159年—1226年），字清叔，号后乐居士，又号西园居士，平江府昆山县千灯镇（今江苏苏州昆山千灯镇）人，南宋大臣。諡文節。
先祖為山東人，唐末避乱南迁居秀州之华亭。祖衛阗占籍昆山之石浦。衛季敏之子。宋孝宗淳熙甲辰科十一年状元，授承事郎，添差镇东军签判。與朱熹交好。绍熙元年（1190年），迁著作郎兼司封郎官。开禧元年，知赣州兼江西兵马钤辖，開禧二年召授中书舍人，累官禮部尚書。開禧北伐受挫，韓侂冑的地位一落千丈。禮部侍郎史彌遠與楊皇后合作，聯合自己的長官衛涇、參知政事錢象祖、著作郎王居安等人谋诛韩侂胄。开禧三年（1207年），卫泾自吏部尚书进拜御史中丞，上疏请诛韩侂胄，罢右丞相陈自强。十一月，史弥远等先斩后奏杀掉韩侂胄。衛涇以功拜參知政事。史弥远升任礼部尚书，专权用事，卫泾深以为患，欲去之，遂为史弥远所忌。右丞相錢象祖在大庭廣眾之下曰：“初謂衛清叔一世人望，顧售韓侂胄螺鈿漆器。”嘉定元年（1208年）六月，御史中丞章良能上章彈劾衛涇，遂罢知潭州，鄉居終老。衛涇之子娶王遂的妹妹為妻。